# Real (Amarante)
Real is een plaats (freguesia) in de Portugese gemeente Amarante en telt 3 429 inwoners (2001).